# Pine Iosefa
Pine Iosefa (ur. na Kiribati) – kiribatyjski trener piłkarski.

## Kariera trenerska
Do 2011 pracował na stanowisku głównego trenera reprezentacji Kiribati.